# Alix av Bretagne
Alix av Bretagne, även kallad Alix de Thouars och, i Bretagne, för Alis, född 1200, död den 21 oktober 1221, var en regerande hertiginna av Bretagne från 1203 till sin död 1221. Hon var dotter till hertiginnan Constance av Bretagne och Guy av Thouars. 

## Biografi
År 1202 blev hennes halvbror hertig Artur I av Bretagne och hennes halvsyster, den dåvarande tronföljaren Eleonora av Bretagne, tillfångatagna av Englands monark efter Slaget vid Mirebeau och fängslade i Corfu Castle i England. 
När Artur avled i fängelse i England, hyllade Bretagnes baroner Alix som sin nästa monark framför hennes äldre halvsyster Eleonora, eftersom Eleonora var engelsk fånge och Englands monark skulle kunna göra anspråk på att regera Bretagne i hennes namn om Eleonora blev dess monark. Hennes far blev hennes regent under hennes minderårighet. 
1206 avsattes hennes far som regent av Frankrikes kung, som övertyg förmynderskapet över Alix och därmed regentskapet över Bretagne. 1213 arrangerade franske kungen ett äktenskap mellan Alix och sin kusin Peter av Dreux, som blev hennes samregent. 
Alix lyckades aldrig själv överta kontrollen över sitt rike. Hon avled vid tjugo års ålder i barnsäng.  